# 캄푸스 데 소모사과스역
캄푸스 데 소모사과스 역(스페인어: Campus de Somosaguas)은 마드리드 경전철 2호선의 역이다. 마드리드 지방 포수엘로데알라르콘 시의 무니시팔 지역에 있는 마드리드 콤플루텐세 대학교 소모사과스 캠퍼스 부근에 위치해 있다. 요금구역상으로는 B1구역에 속한다.

## 역사
2007년 7월 27일 마드리드 경전철 2호선의 개통과 함께 문을 열었다.

## 환승 정보
역 주변에 버스 정류장이 두 곳 있다.
버스
- 시내버스
  - A, H번 노선 (주간)
- 시외버스
  - 561A, 563번 노선 (주간)

경전철
| 마드리드 경전철                 | 마드리드 경전철       | 마드리드 경전철               |
| ------------------------------- | --------------------- | ----------------------------- |
| 도스 카스티야스 콜로니아 하르딘 | 마드리드 경전철 2호선 | 아베니다 데 에우로파 아라바카 |